# Olympische Sommerspiele 2008/Leichtathletik – Dreisprung (Frauen)

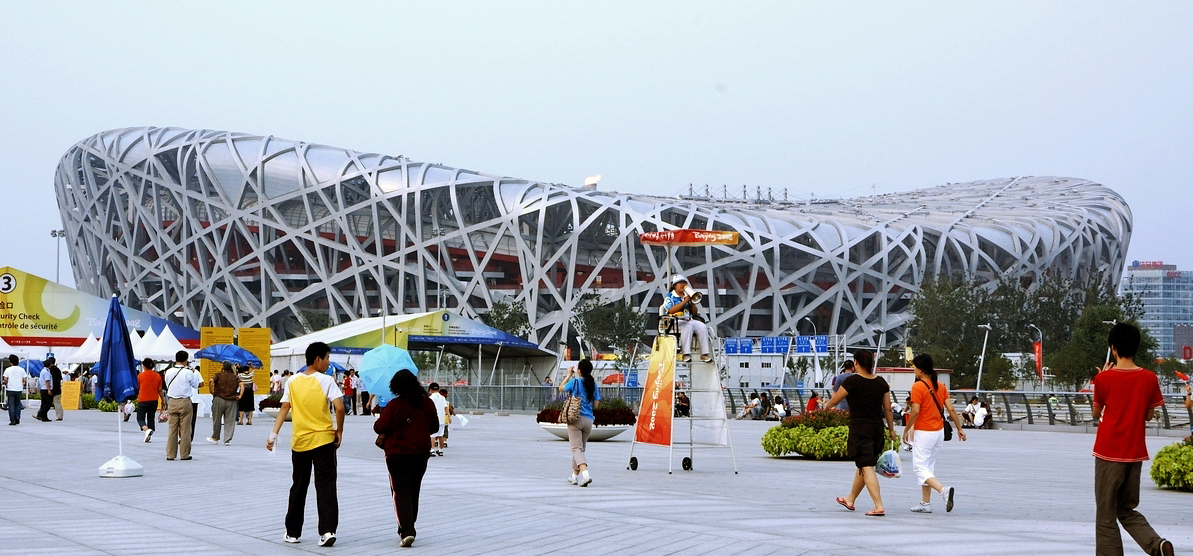
Das Vogelnest – Olympiastadion von Peking

Der Dreisprung bei den Olympischen Spielen 2008 in Peking wurde am 15. und 17. August 2008 ausgetragen. 36 Athletinnen nahmen teil.
Olympiasiegerin wurde Françoise Mbango Etone aus Kamerun. Die Kasachin Olga Rypakowa gewann die Silbermedaille, Bronze ging an die Kubanerin Yargelis Savigne.

## Aktuelle Titelträgerinnen
| Olympiasiegerin 2004                       | Françoise Mbango Etone ( Kamerun)    | 15,30 m | Athen 2004          |
| Weltmeisterin 2007                         | Yargelis Savigne ( Kuba)             | 15,28 m | Ōsaka 2007          |
| Europameisterin 2006                       | Tatjana Lebedewa ( Russland)         | 15,15 m | Göteborg 2006       |
| Panamerikanische Meisterin 2007            | Yargelis Savigne ( Kuba)             | 14,80 m | Rio de Janeiro 2007 |
| Zentralamerika- und Karibik-Meisterin 2008 | Mabel Gay ( Kuba)                    | 14,19 m | Cali 2008           |
| Südamerika-Meisterin 2007                  | Keila Costa ( Brasilien)             | 14,57 m | São Paulo 2007      |
| Asienmeisterin 2007                        | Olga Rypakowa ( Kasachstan)          | 14,69 m | Amman 2007          |
| Afrikameisterin 2004                       | Françoise Mbango Etone ( Kamerun)    | 14,76 m | Addis Abeba 2008    |
| Ozeanienmeisterin 2008                     | Monique Lafaialii ( Papua-Neuguinea) | 10,20 m | Saipan 2008         |

## Rekorde

### Bestehende Rekorde
| Weltrekord         | 15,50 m | Inessa Krawez ( Ukraine) | Göteborg, Schweden     | 10. August 1995 |
| Olympischer Rekord | 15,33 m | Inessa Krawez ( Ukraine) | Finale OS Atlanta, USA | 31. Juli 1996   |

### Rekordverbesserungen
Der bestehende olympische Rekord wurde verbessert. Außerdem gab es zwei Kontinentalrekorde und einen Landesrekord:
- Olympiarekord:
  - 15,39 m – Françoise Mbango Etone (Kamerun), Finale am 17. August bei einem Rückenwind von 0,5 m/s (zweiter Versuch)
- Kontinentalrekorde:
  - 15,39 m (Afrikarekord) – Françoise Mbango Etone (Kamerun), Finale am 17. August bei einem Rückenwind von 0,5 m/s (zweiter Versuch)
  - 15,11 m (Asienrekord) – Olga Rypakowa (Kasachstan), Finale am 17. August bei einem Rückenwind von 0,3 m/s (fünfter Versuch)
- Landesrekord:
  - 15,03 m – Marija Šestak (Slowenien), Finale am 17. August bei einem Rückenwind von 1,1 m/s (erster Versuch)

## Doping
Im Dreisprung der Frauen gab es zwei Dopingfälle. Betroffen waren zwei Athletinnen, die auch am fünf Tage später stattfindenden Weitsprung teilnahmen und deren Resultate dort ebenso annulliert wurden wie hier im Dreisprung.
- Tatjana Lebedewa, Russland. Sie wurde bei Nachuntersuchungen des Dopingmissbrauchs überführt. Im Januar 2017 wurden ihr die Silbermedaillen im Weit- und Dreisprung aberkannt.[6]
- Chrysopigi Devetzi, Griechenland. Auch ihre Resultate im Weit- und Dreisprung wurden im Anschluss an Nachuntersuchungen im Januar 2017 wegen Dopingmissbrauchs annulliert.[6] Im Weitsprung war sie in der Qualifikation ausgeschieden, im Dreisprung hatte sie zunächst Bronze gewonnen.

Die im Finale nach Lebedewa und Devetzi platzierten Athletinnen rückten in der offiziellen Wertung jeweils zwei Plätze nach vorne.
Leidtragende waren folgende sechs Athletinnen.
- Im Medaillenbereich waren zwei Wettbewerberinnen besonders betroffen. Sie mussten fast neun Jahre lang davon ausgehen, medaillenlos geblieben zu sein. Das Nachreichen der Silber- bzw. Bronzemedaille nach diesem langen Zeitraum ist da nur ein schwacher Ausgleich:
  - Olga Rypakowa, Kasachstan – Ihr wurde die Silbermedaille nachgereicht.
  - Yargelis Savigne, Kuba – Ihr wurde die Bronzemedaille nachgereicht.
- Zwei Teilnehmerinnen hätten im Finale der besten Acht drei weitere Sprünge zugestanden:
  - Olha Saladucha, Ukraine
  - Kaire Leibak, Estland
- Zwei Sportlerinnen, die nach der Qualifikation die Ränge elf und zwölf belegten, hätte die Teilnahme am Finale zugestanden:
  - Teresa Nzola Meso, Frankreich
  - Biljana Topić, Serbien

## Legende
Kurze Übersicht zur Bedeutung der Symbolik – so üblicherweise auch in sonstigen Veröffentlichungen verwendet:
| – | verzichtet |
| x | ungültig   |

## Qualifikation
15. August 2008, 21:40 Uhr
Die Qualifikation wurde in zwei Gruppen durchgeführt. Acht Athletinnen (hellblau unterlegt) übertrafen die Qualifikationsweite für den direkten Finaleinzug von 14,45 m. Damit war die Mindestanzahl von zwölf Finalteilnehmerinnen nicht erreicht. So wurde das Finalfeld mit den vier nächstbesten Springerinnen beider Gruppen (hellgrün unterlegt) auf zwölf Wettbewerberinnen aufgefüllt. In die Wertung kamen allerdings letztlich nur zehn Sportlerinnen, denn zwei von ihnen – die Russin Tatjana Lebedewa sowie die Griechin Chrysopigi Devetzi – wurden 2017 des Dopingmissbrauchs überführt und disqualifiziert – siehe oben Abschnitt "Doping". Für die Finalteilnahme waren schließlich 14,18 m zu erbringen.

### Gruppe A

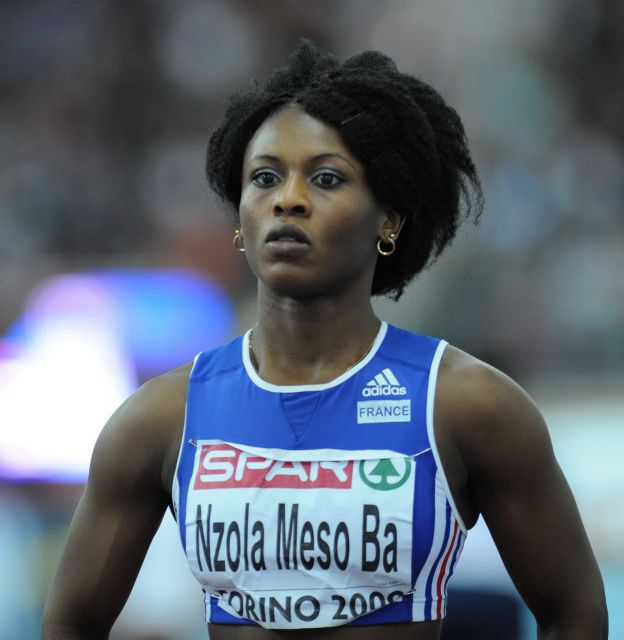
Teresa Nzola Meso schied aus mit 14,11 m, wäre jedoch nach Disqualifikation der hier gedopten Athletinnen im Finale startberechtigt gewesen
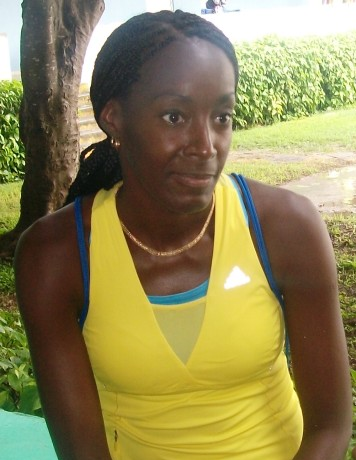
Mabel Gay – ausgeschieden mit 14,09 m

| Platz | Name                | Nation       | 1. Versuch Wind (m/s) | 2. Versuch Wind (m/s) | 3. Versuch Wind (m/s) | Resultat (m) | Anmerkung                              |
| 1     | Yargelis Savigne    | Kuba         | 14,37 / +0,3          | 14,99 / −0,3          | –                     | 14,99        |                                        |
| 2     | Wiktorija Gurowa    | Russland     | 14,44 / −0,8          | 14,78 / +0,3          | –                     | 14,78        |                                        |
| 3     | Olga Rypakowa       | Kasachstan   | 14,64 / ±0,0          | –                     | –                     | 14,64        |                                        |
| 4     | Anna Pjatych        | Russland     | x                     | 14,45 / ±0,0          | –                     | 14,45        |                                        |
| 5     | Marija Šestak       | Slowenien    | x                     | 14,44 / −0,5          | x                     | 14,44        |                                        |
| 6     | Biljana Topić       | Serbien      | x                     | 14,11 / −0,3          | 14,14 / −0,2          | 14,14        | eigentlich für das Finale qualifiziert |
| 7     | Teresa Nzola Meso   | Frankreich   | 14,11 / ±0,0          | 14,11 / +0,2          | 13,96 / −0,2          | 14,11        | eigentlich für das Finale qualifiziert |
| 8     | Mabel Gay           | Kuba         | x                     | x                     | 14,09 / +0,4          | 14,09        |                                        |
| 9     | Carlota Castrejana  | Spanien      | 14,02 / +0,3          | x                     | x                     | 14,02        |                                        |
| 10    | Svitlana Mamieieva  | Ukraine      | 13,73 / −0,3          | 13,89 / −0,6          | 14,01 / +0,2          | 14,01        |                                        |
| 11    | Magdelín Martínez   | Italien      | x                     | 14,00 / −0,1          | 13,77 / +0,2          | 14,00        |                                        |
| 12    | Carolina Klüft      | Schweden     | 13,60 / +0,6          | x                     | 13,97 / +0,2          | 13,97        |                                        |
| 13    | Gita Dodowa         | Bulgarien    | x                     | 13,47 / −0,8          | 13,53 / +1,7          | 13,53        |                                        |
| 14    | Erica Ashley McLain | USA          | x                     | 13,52 / −0,6          | x                     | 13,52        |                                        |
| 15    | Jelena Parfjonowa   | Ukraine      | 13,46 / +0,5          | x                     | 13,38 / −0,8          | 13,46        |                                        |
| 16    | Chinonye Ohadugha   | Nigeria      | 12,92 / −0,6          | 12,86 / −0,7          | 13,29 / +0,1          | 13,29        |                                        |
| 17    | Kseniya Dziatsuk    | Belarus      | 13,08 / −0,3          | 12,79 / ±0,0          | x                     | 13,08        |                                        |
| NM    | Athanasia Perra     | Griechenland | x                     | x                     | x                     | ogV          |                                        |

Weitere in Qualifikationsgruppe A ausgeschiedene Dreispringerinnen:

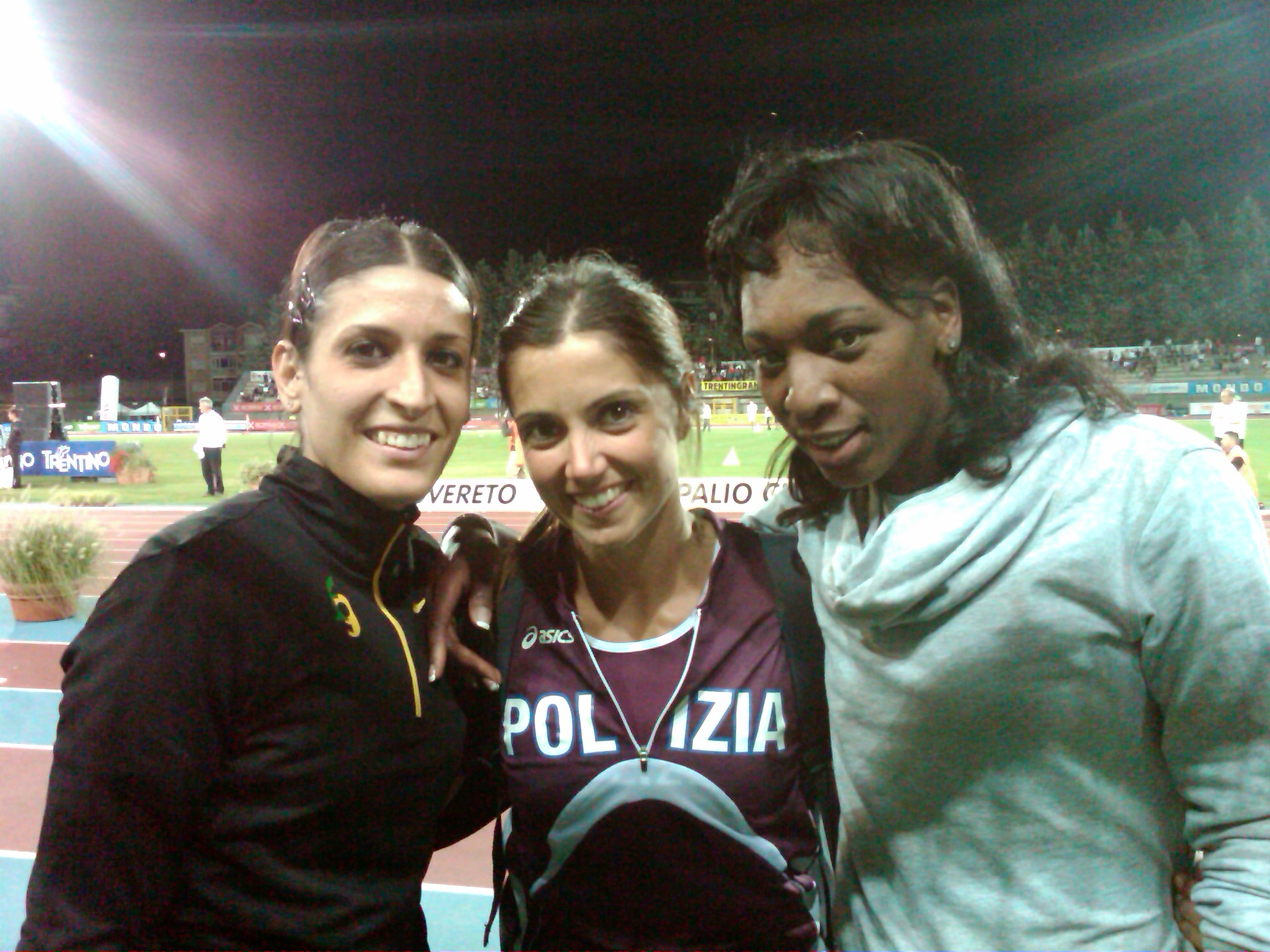
Magdelín Martínez (rechts) – 14,00 m
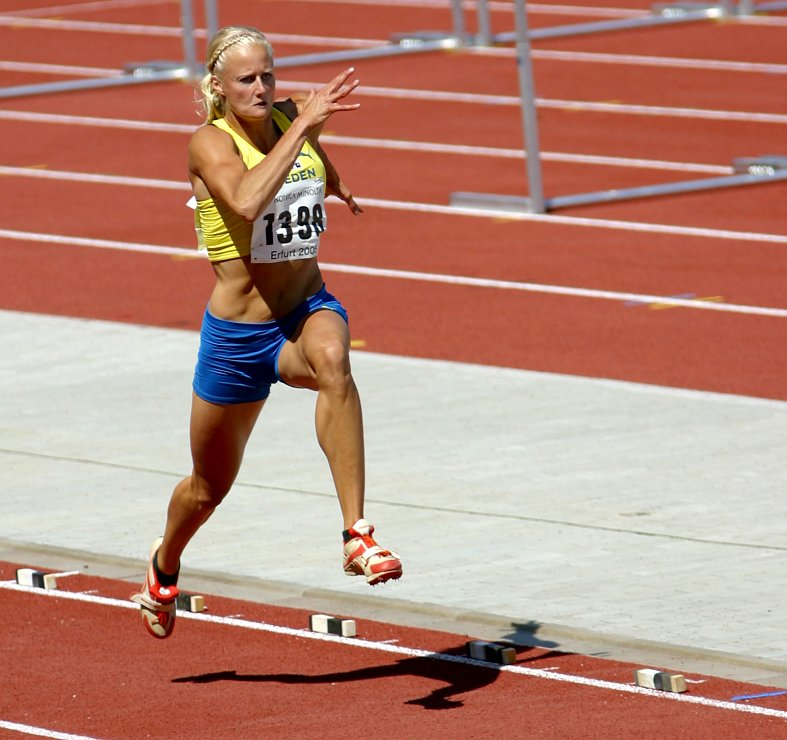
Carolina Klüft – 13,97 m
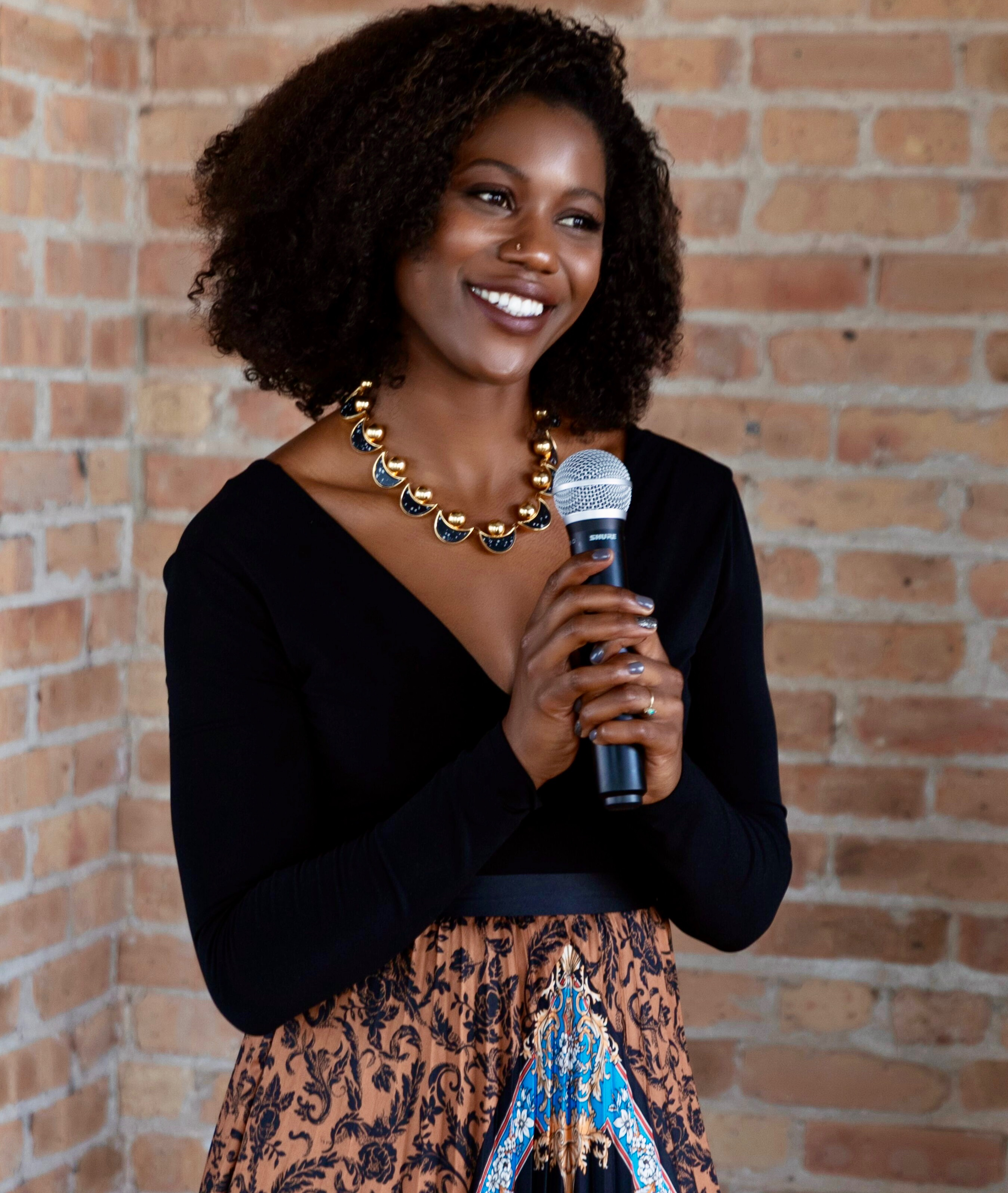
Erica Ashley McLain – 13,52 m
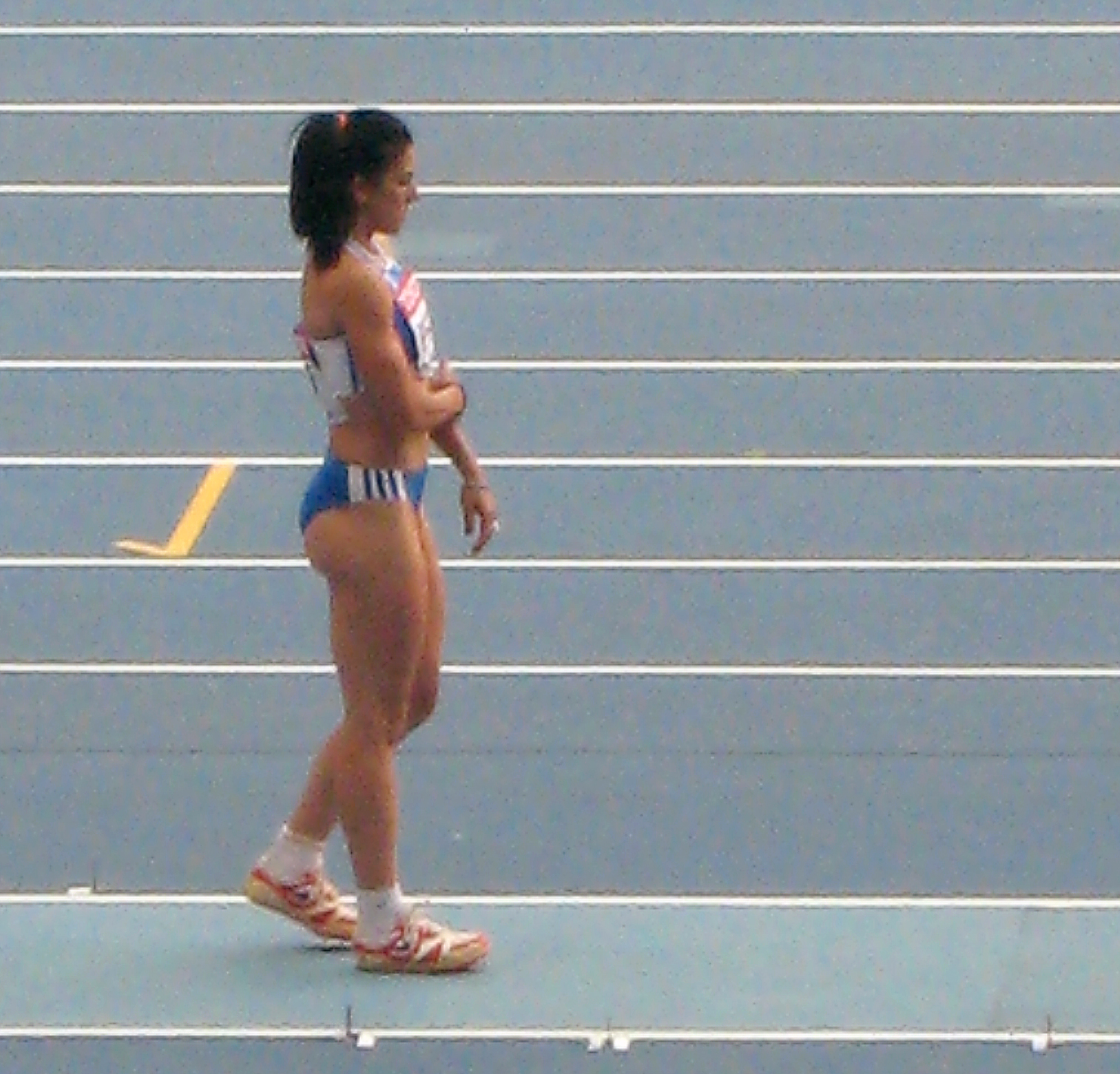
Athanasia Perra – kein gültiger Versuch

### Gruppe B
| Platz | Name                   | Nation              | 1. Versuch Wind (m/s) | 2. Versuch Wind (m/s) | 3. Versuch Wind (m/s) | Resultat (m) | Anmerkung                               |
| 1     | Françoise Mbango Etone | Kamerun             | 14,50 / ±0,0          | –                     | –                     | 14,50        |                                         |
| 2     | Olha Saladucha         | Ukraine             | 14,46 / −0,3          | –                     | –                     | 14,46        |                                         |
| 3     | Xie Limei              | Volksrepublik China | 13,38 / ±0,0          | 14,27 / ±0,0          | 14,01 / ±0,0          | 14,27        |                                         |
| 4     | Kaire Leibak           | Estland             | 14,19 / ±0,0          | 14,07 / ±0,0          | x                     | 14,19        |                                         |
| 5     | Trecia Smith           | Jamaika             | 14,18 / +0,3          | x                     | x                     | 14,18        |                                         |
| 6     | Adelina Gavrilă        | Rumänien            | 13,98 / ±0,0          | 13,71 / ±0,0          | 13,55 / ±0,0          | 13,98        |                                         |
| 7     | Yarianna Martínez      | Kuba                | 13,76 / ±0,0          | 13,98 / ±0,0          | 13,83 / ±0,0          | 13,96        |                                         |
| 8     | Baya Rahouli           | Algerien            | 13,80 / +0,6          | 13,57 / ±0,0          | 13,87 / ±0,0          | 13,87        |                                         |
| 9     | Gisele de Oliveira     | Brasilien           | x                     | 13,81 / ±0,0          | x                     | 13,81        |                                         |
| 10    | Lilija Kulyk           | Ukraine             | 13,53 / −0,5          | 13,66 / ±0,0          | 13,39 / ±0,0          | 13,66        |                                         |
| 11    | Shani Marks            | USA                 | 13,20 / ±0,0          | 13,44 / ±0,0          | x                     | 13,44        |                                         |
| 12    | Anastasiya Juravlyeva  | Usbekistan          | 13,36 / +0,1          | x                     | x                     | 13,36        |                                         |
| 13    | Irina Litwinenko       | Kasachstan          | x                     | 12,92 / ±0,0          | 12,91 / ±0,0          | 12,92        |                                         |
| NM    | Yamilé Aldama          | Sudan               | x                     | x                     | x                     | ogV          |                                         |
| NM    | Martina Šestáková      | Tschechien          | x                     | x                     | x                     | ogV          |                                         |
| NM    | Jana Velďáková         | Slowakei            | x                     | x                     | x                     | ogV          |                                         |
| DOP   | Tatjana Lebedewa       | Russland            | 14,55 / ±0,0          | –                     | –                     | 14,55        | im Finale dabei, später disqualifiziert |
| DOP   | Chrysopigi Devetzi     | Griechenland        | 14,92 / +0,1          | –                     | –                     | 14,92        | im Finale dabei, später disqualifiziert |

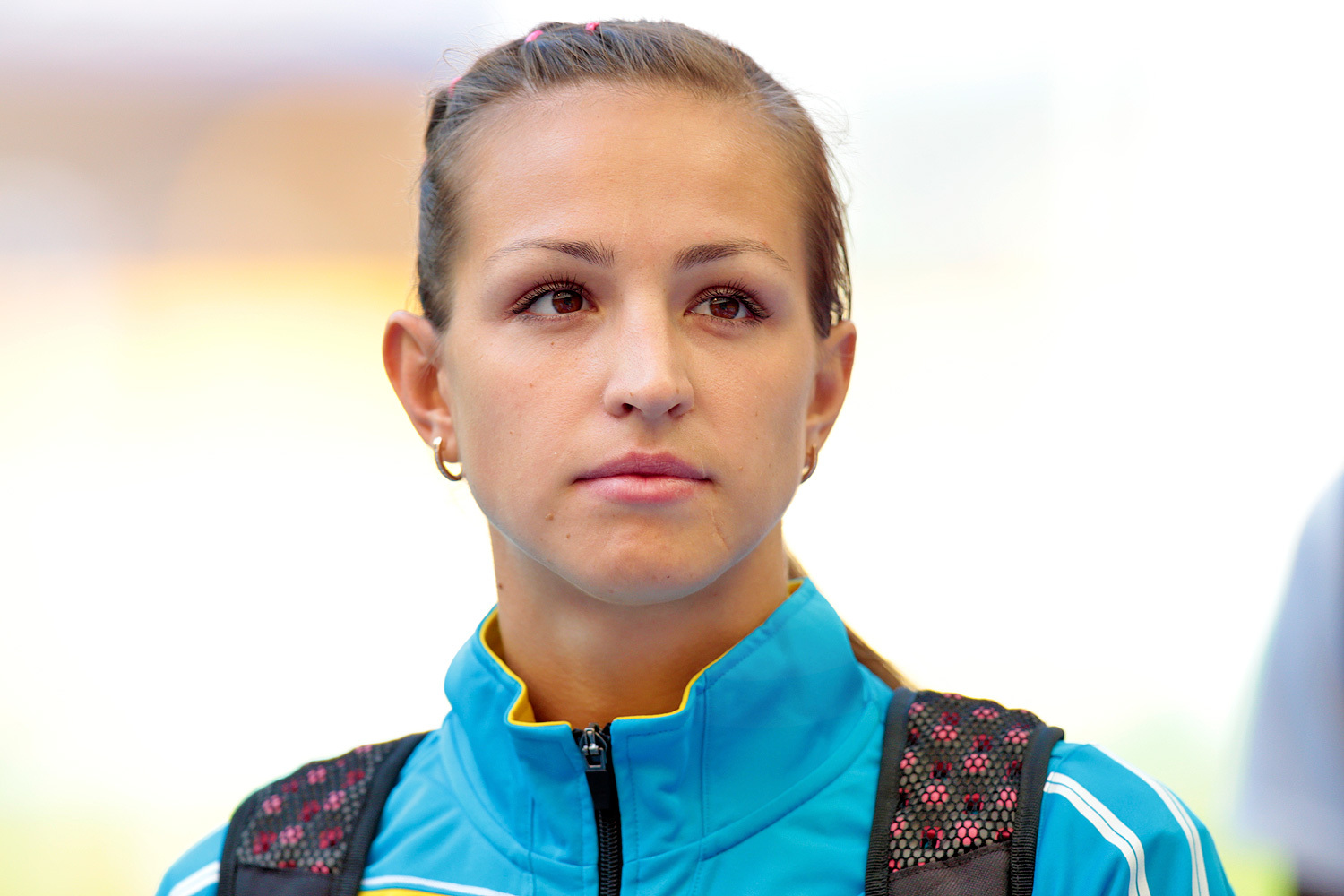
Irina Litwinenko – ausgeschieden
mit 12,92 m

Weitere in Qualifikationsgruppe B ausgeschiedene Dreispringerinnen:

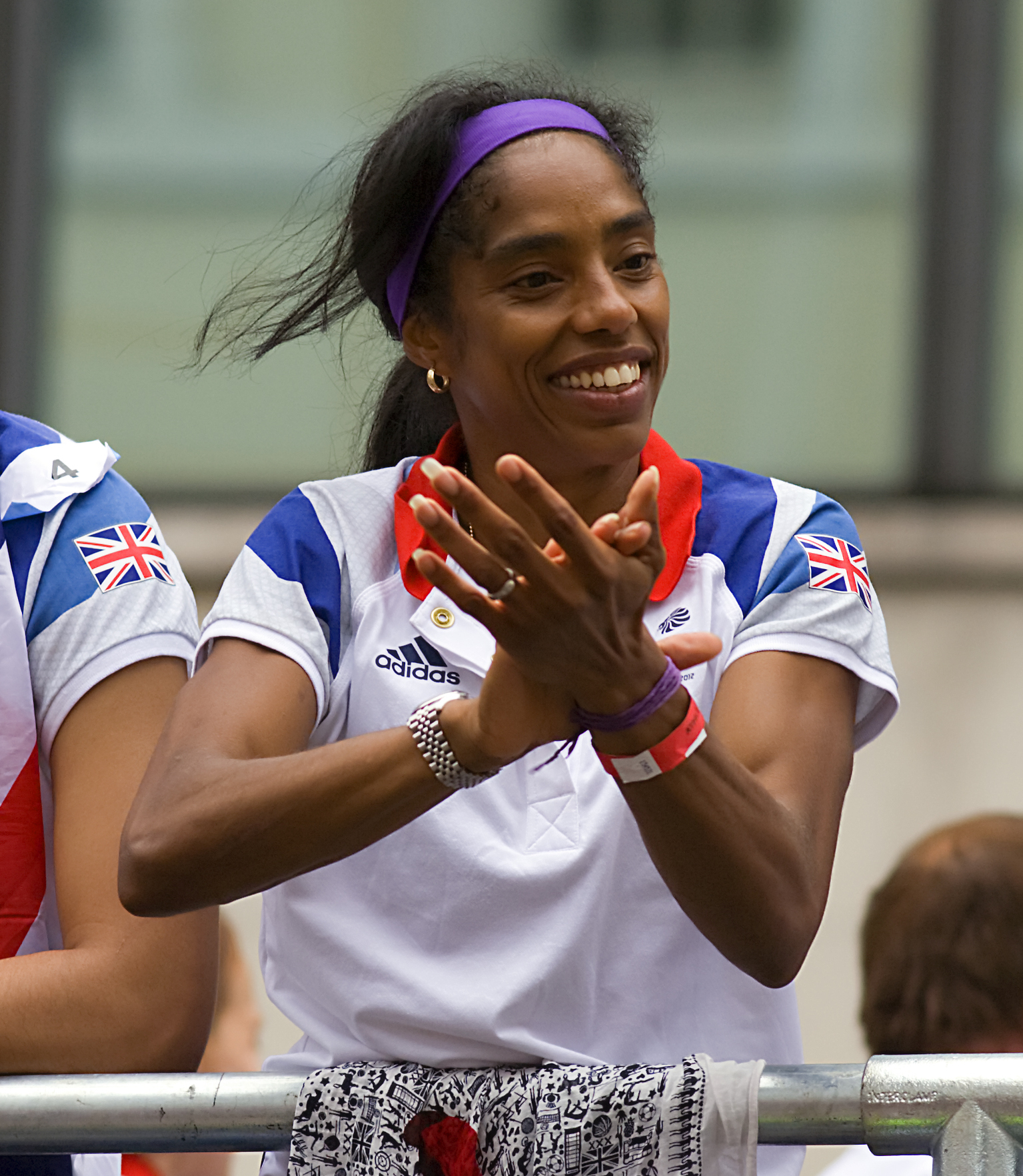
Yamilé Aldama – kein gültiger Versuch
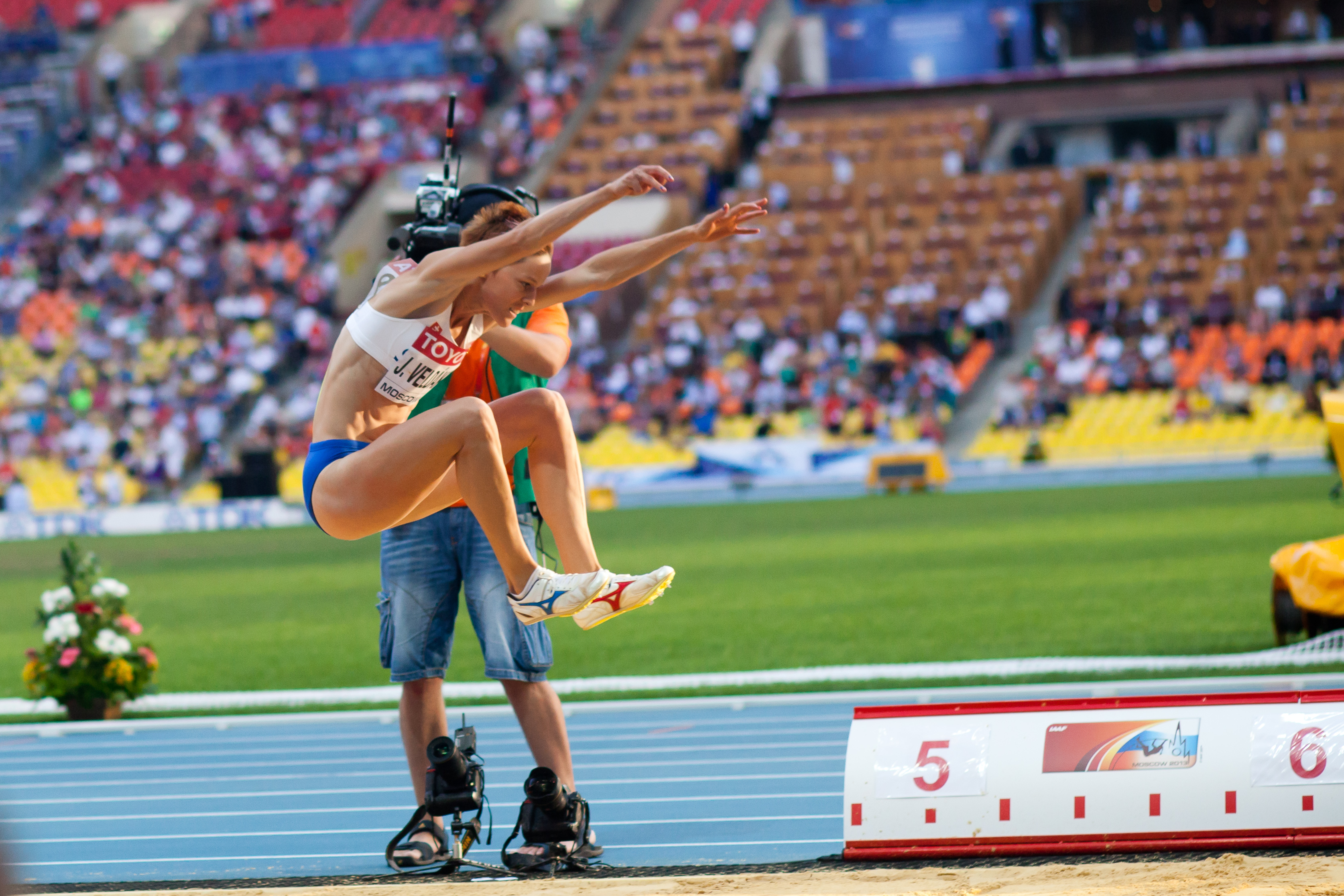
Jana Velďáková – kein gültiger Versuch

## Finale
17. August 2008, 21:35 Uhr
| Platz | Name                   | Nation              | 1. Versuch Wind (m/s) | 2. Versuch Wind (m/s) | 3. Versuch Wind (m/s) | 4. Versuch Wind (m/s)                           | 5. Versuch Wind (m/s)                           | 6. Versuch Wind (m/s)                           | Resultat (m) | Anmerkung                                                         |
| 1     | Françoise Mbango Etone | Kamerun             | 15,19 / +1,3          | 15,39 / +0,5          | x                     | 14,82 / +0,1                                    | x                                               | 14,88 / +0,1                                    | 15,39        | OR/AF                                                             |
| 2     | Olga Rypakowa          | Kasachstan          | x                     | 14,83 / +0,6          | 14,93 / +0,5          | 15,03 / +0,6                                    | 15,11 / +0,3                                    | x                                               | 15,11        | AS                                                                |
| 3     | Yargelis Savigne       | Kuba                | x                     | 14,87 / +0,5          | 14,77 / +0,1          | 15,05 / +0,1                                    | x                                               | 14,91 / +0,8                                    | 15,05        |                                                                   |
| 4     | Marija Šestak          | Slowenien           | 15,03 / +1,1          | 14,65 / +0,6          | x                     | 14,46 / +0,9                                    | 14,47 / +0,1                                    | 14,75 / +0,9                                    | 15,03        | NR                                                                |
| 5     | Wiktorija Gurowa       | Russland            | 14,38 / +0,6          | 14,04 / +0,6          | 14,77 / +1,1          | x                                               | 14,65 / +0,1                                    | x                                               | 14,77        |                                                                   |
| 6     | Anna Pjatych           | Russland            | 14,67 / +0,3          | 14,73 / −0,2          | 14,57 / +0,6          | x                                               | 14,67 / +0,3                                    | 14,28 / +0,3                                    | 14,73        |                                                                   |
|       |                        |                     |                       |                       |                       |                                                 |                                                 |                                                 |              |                                                                   |
| 7     | Olha Saladucha         | Ukraine             | 12,78 / +0,6          | 14,70 / +1,2          | 11,29 / +0,7          | eigentlich zu drei weiteren Sprüngen berechtigt | eigentlich zu drei weiteren Sprüngen berechtigt | eigentlich zu drei weiteren Sprüngen berechtigt | 14,70        |                                                                   |
| 8     | Kaire Leibak           | Estland             | 12,19 / +0,6          | 14,13 / +0,8          | x                     | eigentlich zu drei weiteren Sprüngen berechtigt | eigentlich zu drei weiteren Sprüngen berechtigt | eigentlich zu drei weiteren Sprüngen berechtigt | 14,13        |                                                                   |
| 9     | Trecia Smith           | Jamaika             | 14,12 / +0,5          | 13,75 / +0,4          | x                     | nicht im Finale der besten acht Springerinnen   | nicht im Finale der besten acht Springerinnen   | nicht im Finale der besten acht Springerinnen   | 14,12        |                                                                   |
| 10    | Xie Limei              | Volksrepublik China | 14,09 / +0,8          | 13,94 / +0,7          | 13,67 / +0,3          | nicht im Finale der besten acht Springerinnen   | nicht im Finale der besten acht Springerinnen   | nicht im Finale der besten acht Springerinnen   | 14,09        |                                                                   |
| DOP   | Tatjana Lebedewa       | Russland            | 15,15 / +1,2          | 15,17 / +1,0          | 15,32 / +0,5          | 14,40 / ±0,0                                    | x                                               | x                                               | 15,32        | disqualifiziert fast neun Jahre nach Austragung dieser Konkurrenz |
| DOP   | Chrysopigi Devetzi     | Griechenland        | 14,94 / +0,8          | 15,23 / +1,6          | x                     | x                                               | x                                               | x                                               | 15,23        | disqualifiziert fast neun Jahre nach Austragung dieser Konkurrenz |

Für das Finale hatten sich zwölf Athletinnen qualifiziert, acht von ihnen über die Qualifikationsweite, weitere vier über ihre Platzierungen. Vertreten waren drei Russinnen sowie je eine Teilnehmerin aus China, Estland, Griechenland, Jamaika, Kamerun, Kasachstan, Kuba, Slowenien und der Ukraine. Unter ihnen befanden sich die beiden gedopten Tatjana Lebedewa aus Russland und die Griechin Chrysopigi Devetzi, die knapp neun Jahre nach diesem Wettbewerb disqualifiziert wurden.
Zu den Favoritinnen gehörten beide gedopten Athletinnen. Weitere Athletinnen, die aussichtsreich an den Start gingen, waren die Olympiasiegerin von 2004 Françoise Mbango Etone aus Kamerun, die Kubanerin Yargelis Savigne als Weltmeisterin von 2007, Vizeweltmeisterin von 2005 und Olympiadritte von 2004, die jamaikanische Weltmeisterin von 2005 und Olympiavierte von 2004 Trecia Smith, die russische WM-Dritte von 2005 und EM-Dritte Anna Pjatych sowie die Ukrainerin Olha Saladucha als WM-Fünfte von 2007 und EM-Vierte.
Im Finale gab es gleich im ersten Durchgang zwei Sprünge jenseits der 15-Meter-Marke. Mbango Etone führte mit 15,19 m vor der Slowenin Marija Šestak, die mit 15,03 m einen neuen Landesrekord aufstellte. Mit genau fünfzehn Metern lag Lebedewa auf dem dritten Rang, Devetzi folgte auf Platz vier mit 14,67 m. Pjatych war mit 14,67 m Fünfte vor der Russin Wiktorija Gurowa mit 14,38 m. In Runde zwei steigerte sich Mbango Etone noch einmal um zwanzig Zentimeter. Ihre 15,39 m bedeuteten neuen olympischen Rekord und neuen Afrikarekord. Auch Devetzi (15,23 m, damit Zweite) und Lebedewa (15,17 m, damit Dritte) steigerten sich. Savigne (14,87 m, damit nun auf Rang fünf), und Rypakowa (14,83 m, damit aus Platz sechs) hatten ihre ersten gültigen Sprünge. Pjatych verbesserte sich zwar auf 14,73 m, fiel aber dennoch zurück auf den siebten Platz, Šestak war nun Vierte. In Durchgang drei steigerte sich die gedopte Lebedewa weiter auf 15,32 m. Das sollte hier ihre beste Weite bleiben, womit sie für fast neun Jahre Silber innehatte. Die ebenfalls gedopte Devetzi produzierte nach ihren 15,23 m aus Runde zwei nur noch ungültige Versuche. Ihre Weite brachte ihr für ebenfalls fast neun Jahre Bronze ein. Rypakowa zog mit 14,93 m an Savigne vorbei auf den siebten Rang. Gurowa erzielte 14,77 m und war damit Neunte vor Pjatych. Weitere Sprünge von mehr als fünfzehn Metern gab es in Runde vier. Savigne gelangen 15,05 m, Rypakowa sprang 15,03 m. Mbango Etone führte also weiter, dahinter ging es jedoch äußerst eng zu. Vierte war jetzt Savigne, die zwei Zentimeter Vorsprung vor Rypakowa auf Rang fünf und Šestak auf Rang sechs hatte. In der nächsten Versuchsreihe konterte Rypakowa noch einmal mit einem Sprung auf 15,11 m. Das war die Entscheidung, die Kasachin hatte damit einen neuen Asienrekord aufgestellt. Anschließend gab es keine weiteren Veränderungen mehr.
Françoise Mbango Etone wiederholte als Olympiasiegerin ihren Erfolg von 2004 in Athen. Die endgültige Rangfolge nach Disqualifikation der beiden gedopten Teilnehmerinnen bedeutete für Olga Rypakowa Platz zwei, womit sie Silber gewann. Bronze ging dann an Yargelis Savigne. Marija Šestak belegte den vierten Platz. Fünfte wurde Wiktorija Gurowa vor Anna Pjatych. Die Konkurrenz war trotz Aberkennung der Resultate zweier Springerinnen von einem sehr hohen Niveau gekennzeichnet. Die Athletinnen auf den ersten vier Plätzen hatten die 15-Meter-Marke übertroffen, es wurde ein neuer olympischer Rekord aufgestellt, zum Weltrekord fehlten lediglich elf Zentimeter. Außerdem gab es zwei neue Kontinentalrekorde und einen neuen Landesrekord.
Sowohl die zweitplatzierte Olga Rypakowa aus Kasachstan als auch die drittplatzierte Yargelis Savigne aus Kuba errangen die ersten olympischen Medaillen für ihre Länder im Dreisprung der Frauen.

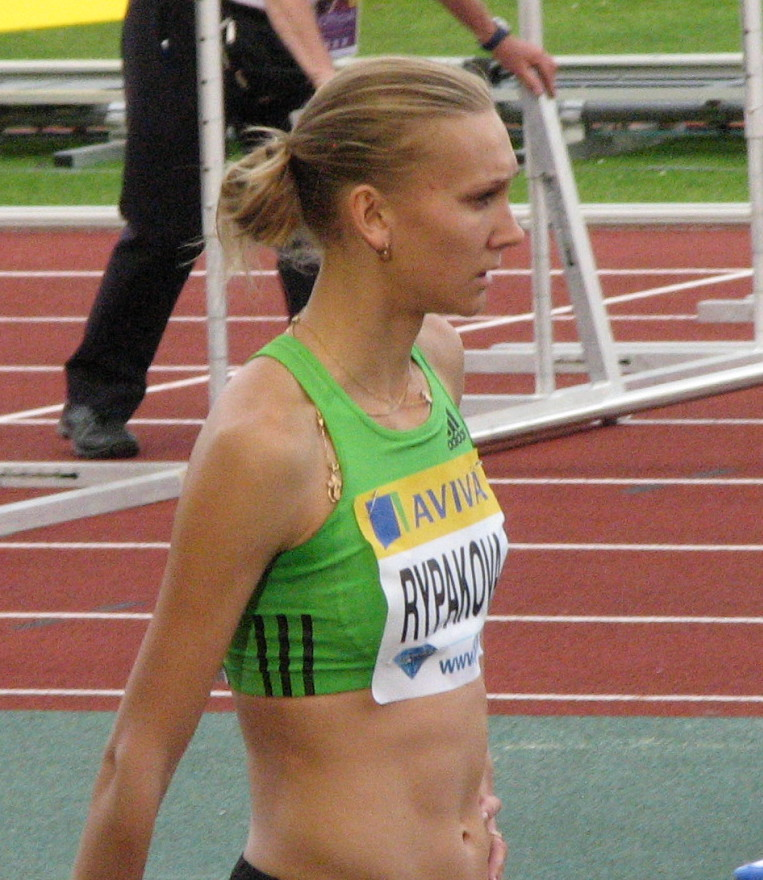
Olga Rypakowa gewann die Silbermedaille
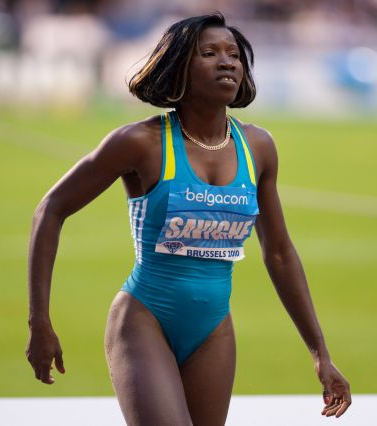
Bronzemedaillengewinnerin Yargelis Savigne
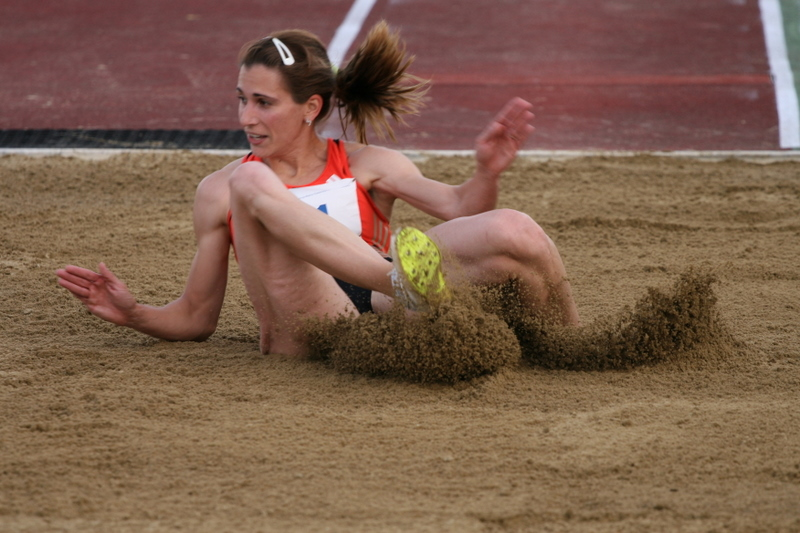
Die viertplatzierte Marija Šestak
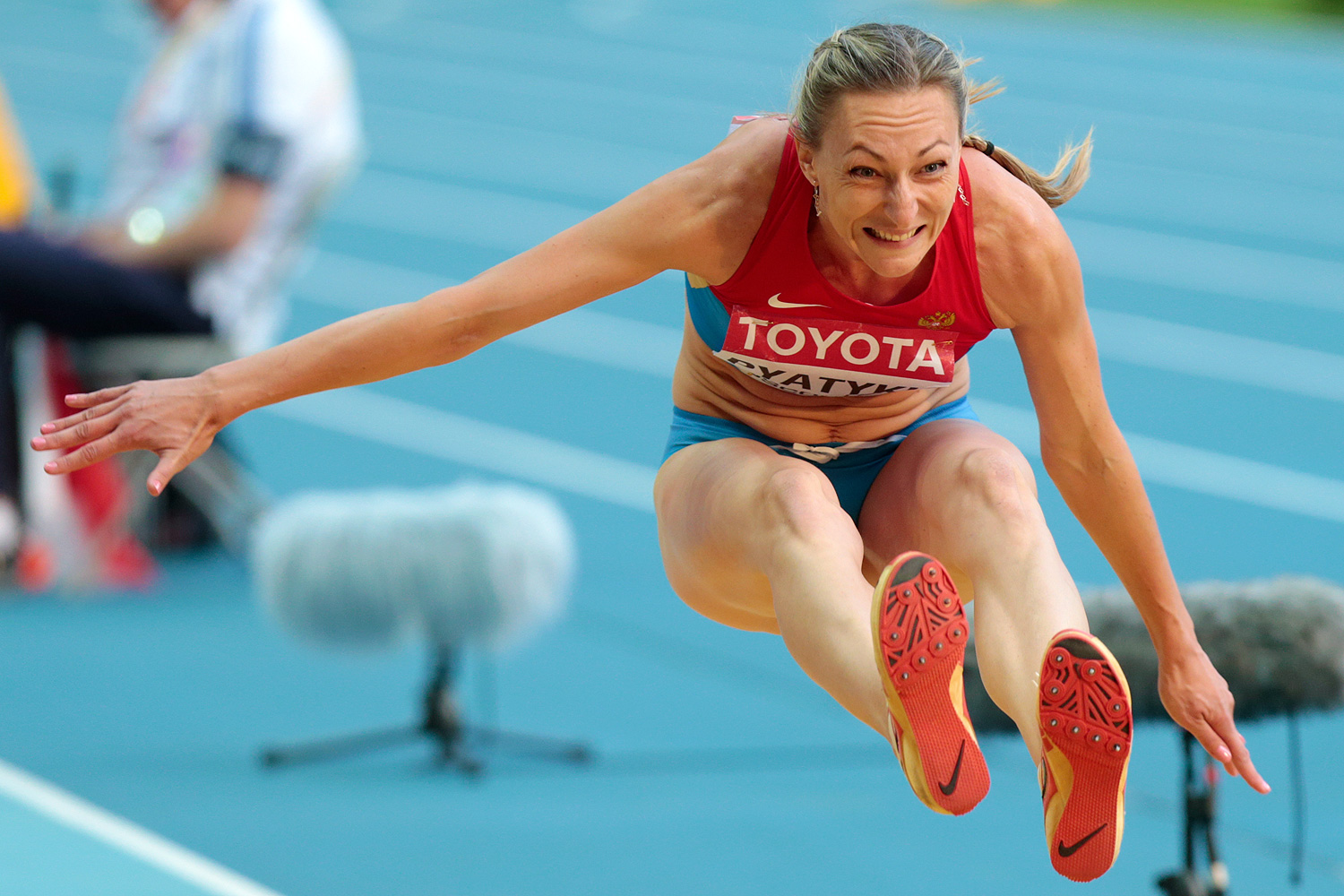
Anna Pjatych belegte den sechsten Rang

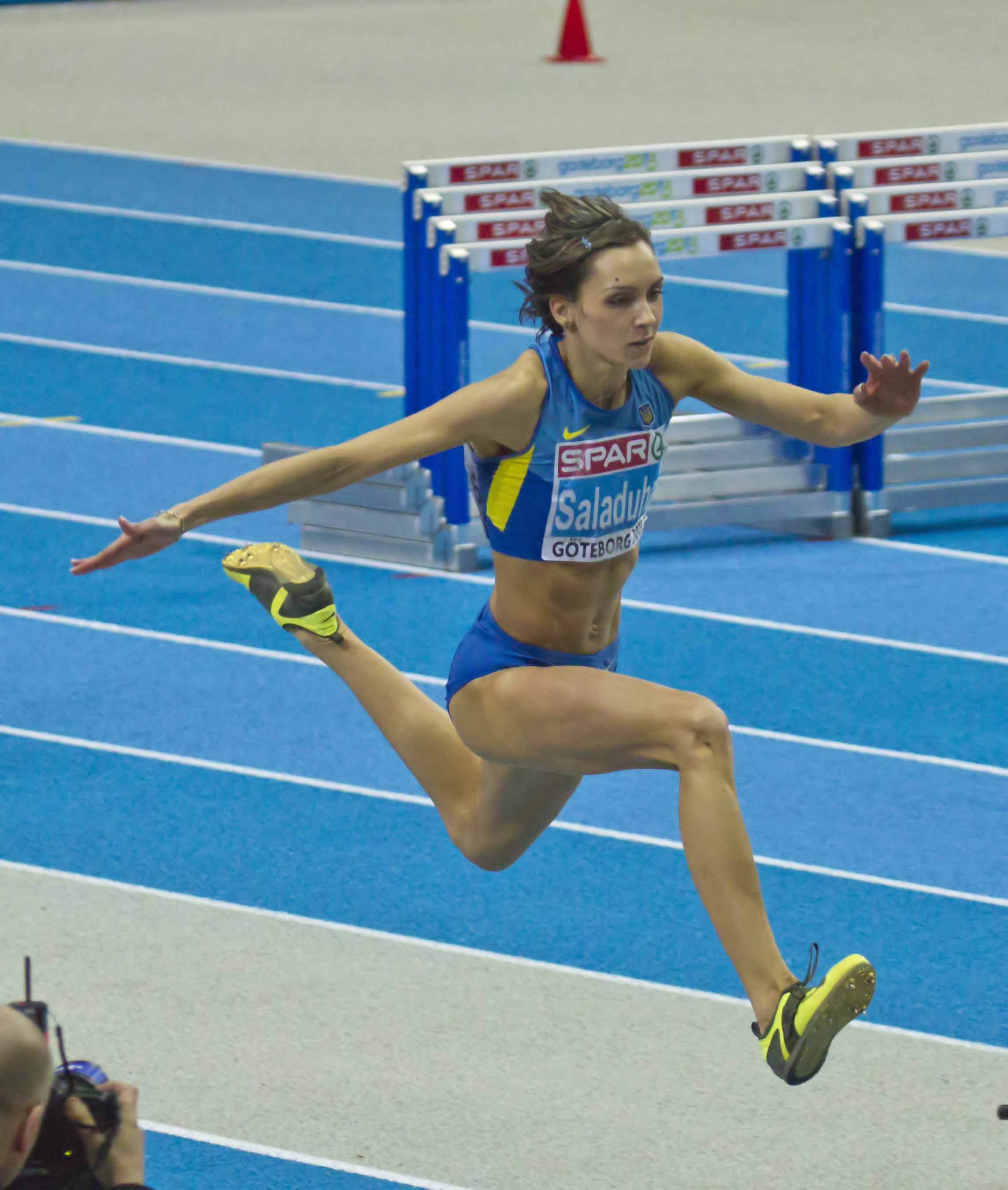
Olha Saladucha kam auf Platz sieben
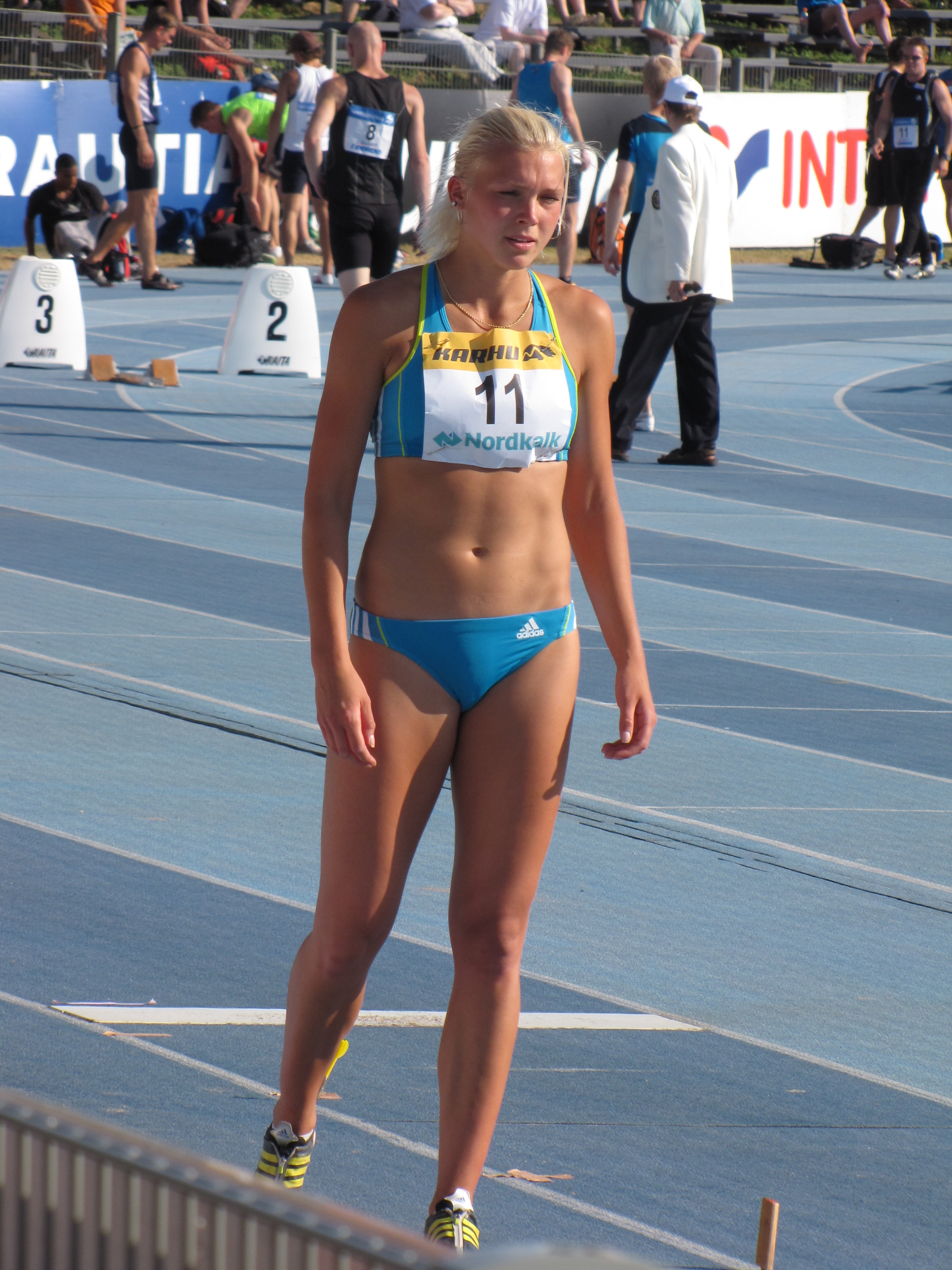
Die Olympiaachte Kaire Leibak
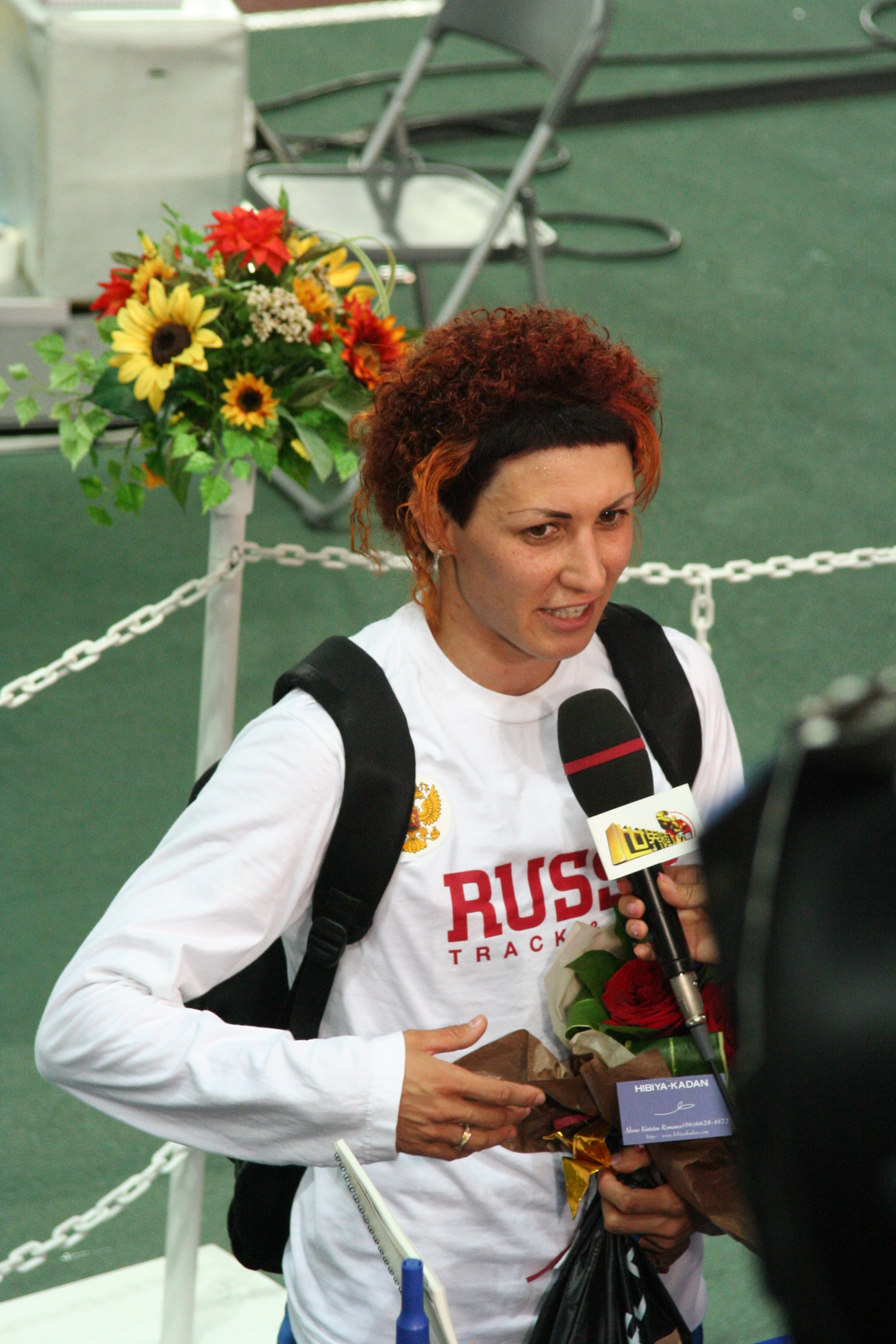
Tatjana Lebedewa – gedopt und nach knapp neun Jahren disqualifiziert
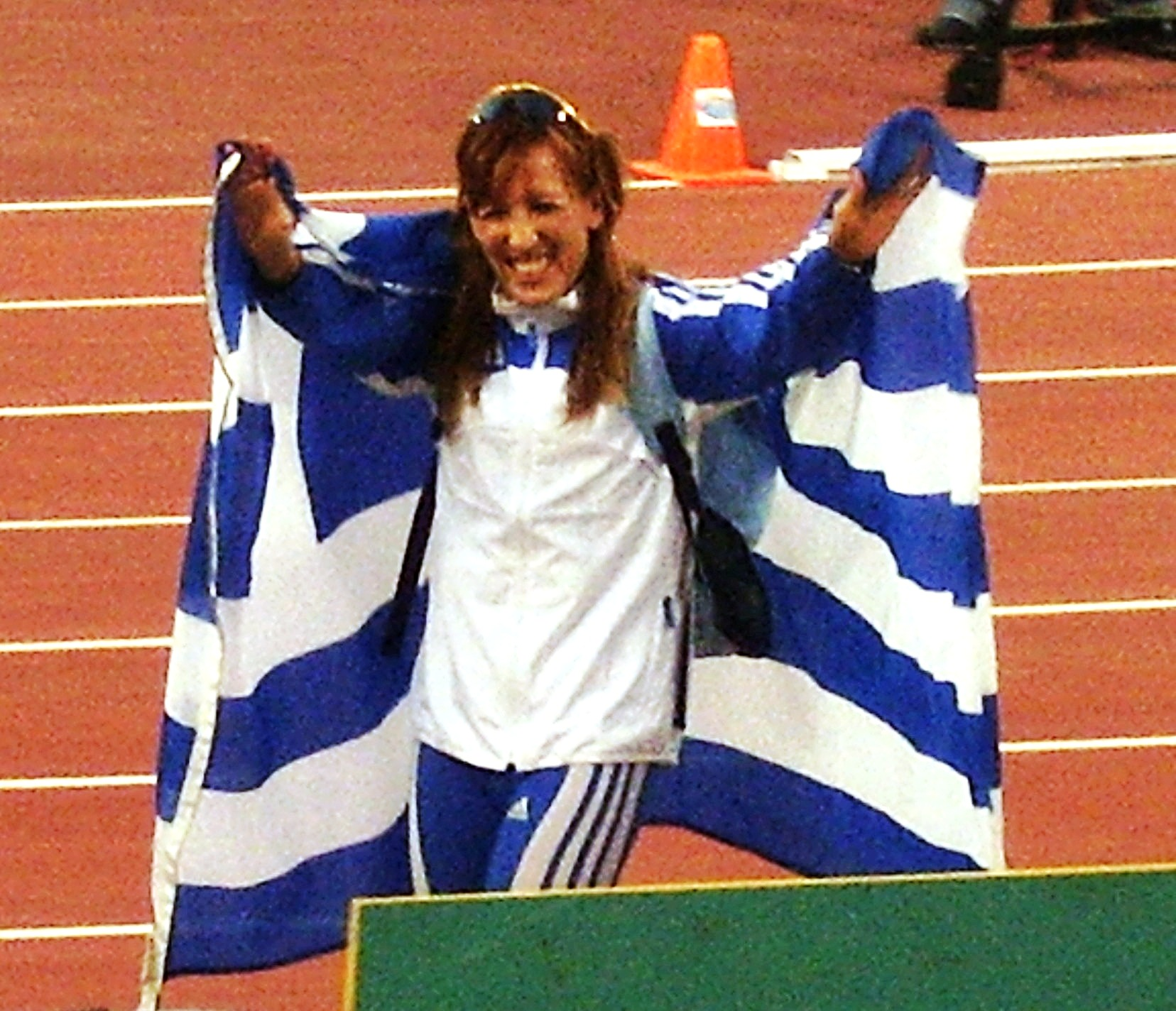
Chrysopigi Devetzi – gedopt und nach knapp neun Jahren disqualifiziert

## Video
- Athletics - Women's Triple Jump Final - Beijing 2008 Summer Olympic Games, youtube.com, abgerufen am 17. März 2022